# فیات ۱۲۴
فیات ۱۲۴ (Fiat ۱۲۴) خودرویی است که در سال‌های ۱۹۶۶ تا ۱۹۷۴در تورین، کازابلانکا، تولید شده‌است.
این خودرو در کلاس خودرو خانواده قرار گرفته، طراحی آن خودروهای موتور جلو-محور عقب بوده‌است. سیستم جعبه‌دندهٔ آن به صورت دستی است.
اگر تولید فیات ۱۲۴ با تولیدات لادای اولیه تولیاتی و لادای ریوا در هند، اسپانیا، بلغارستان، ترکیه، مصر و کره جمع زده شود حدود ۲۰ میلیون از این خودرو تولید شد و تا سال ۲۰۱۳ به عنوان دومین خودروی پرفروش تاریخ شناخته شده‌است.

## نگارخانه

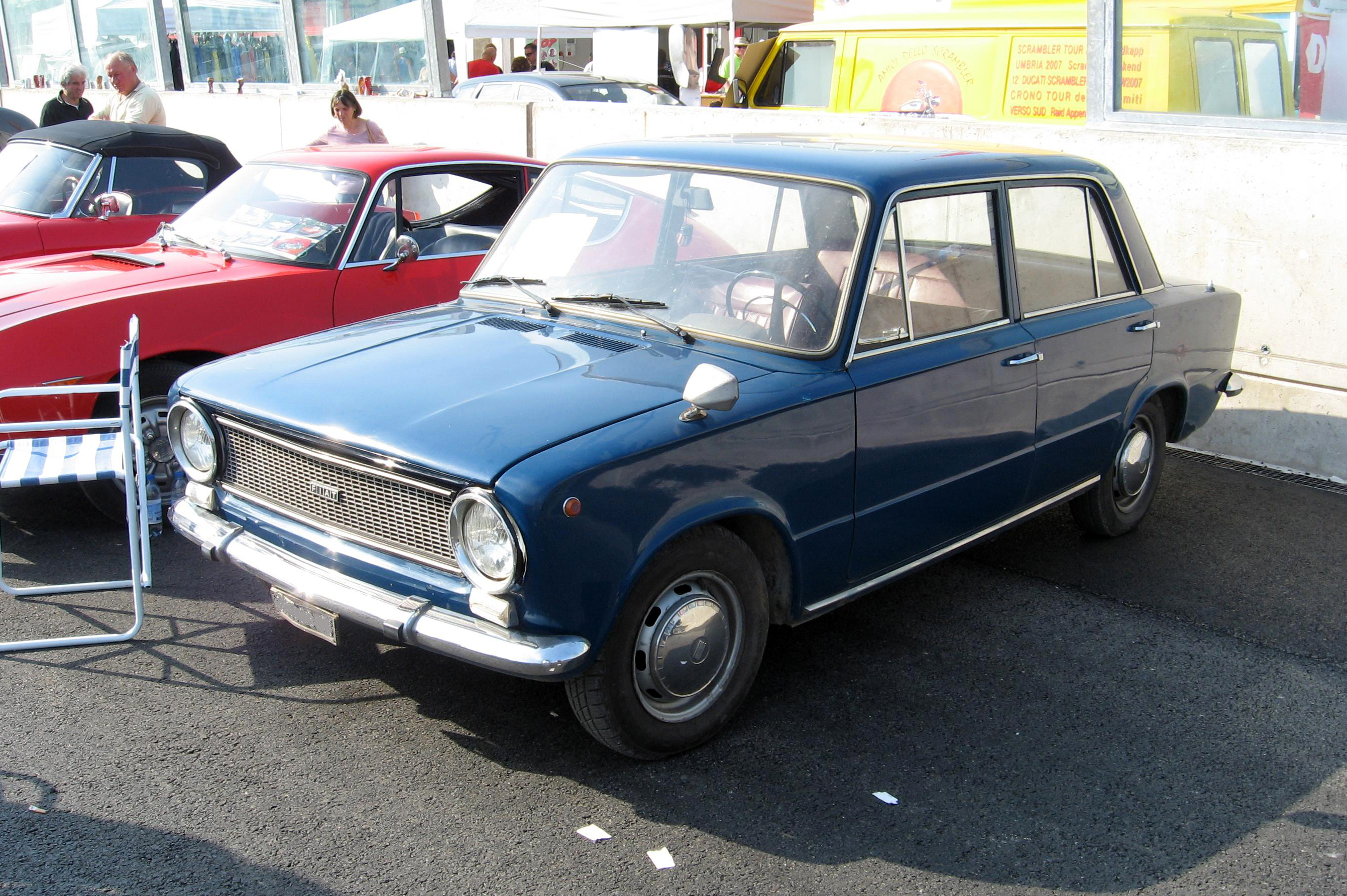
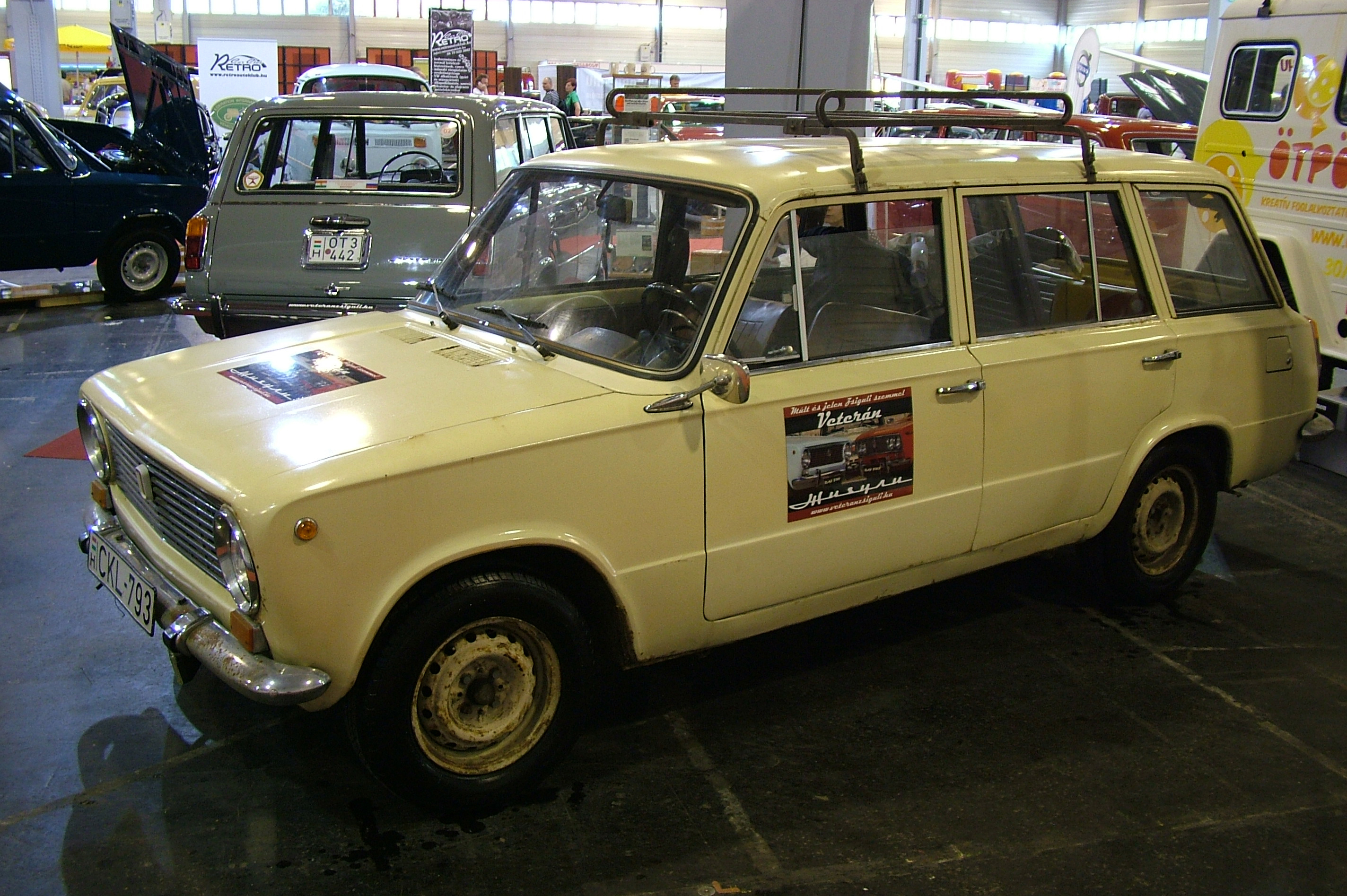
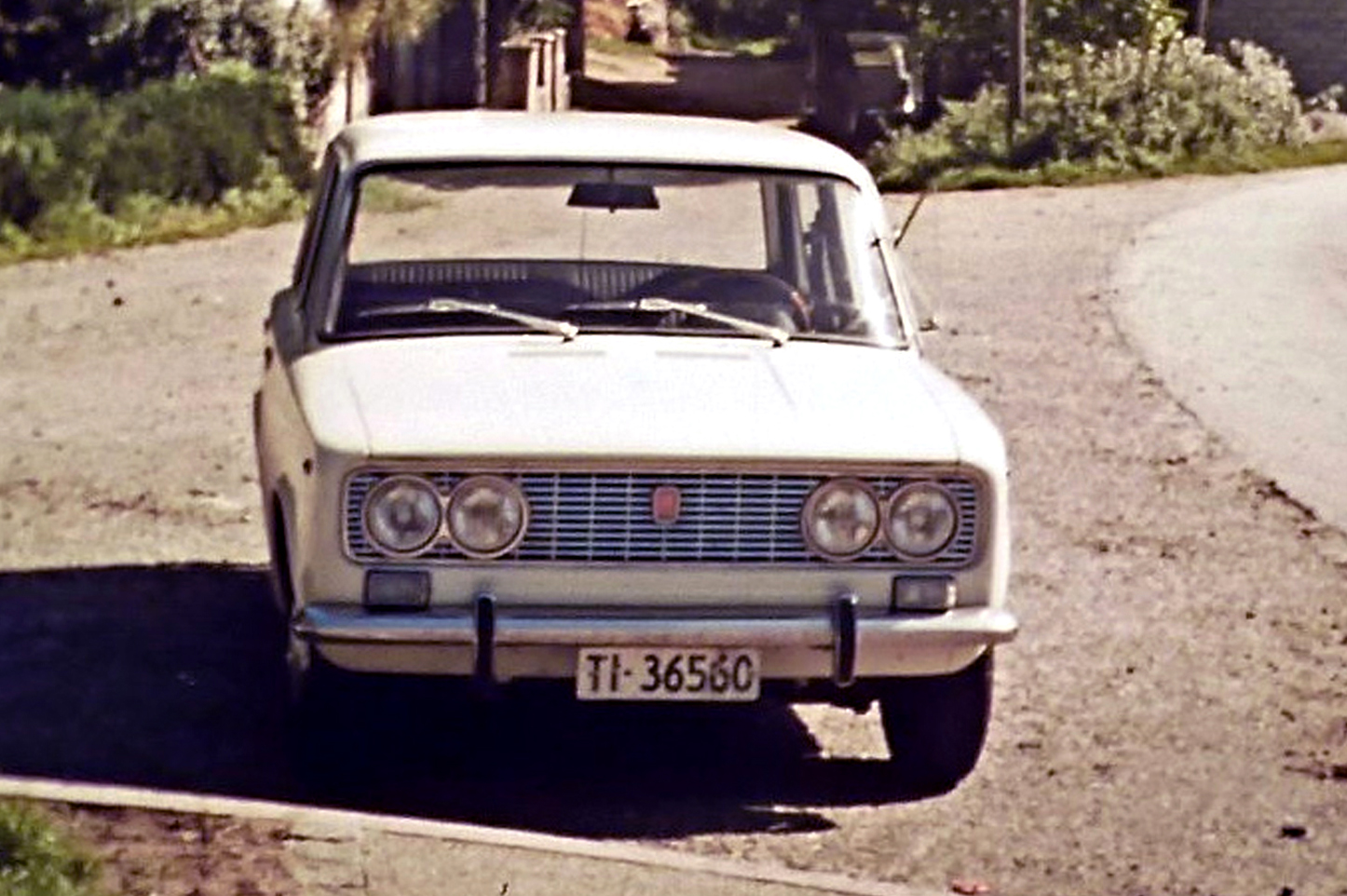
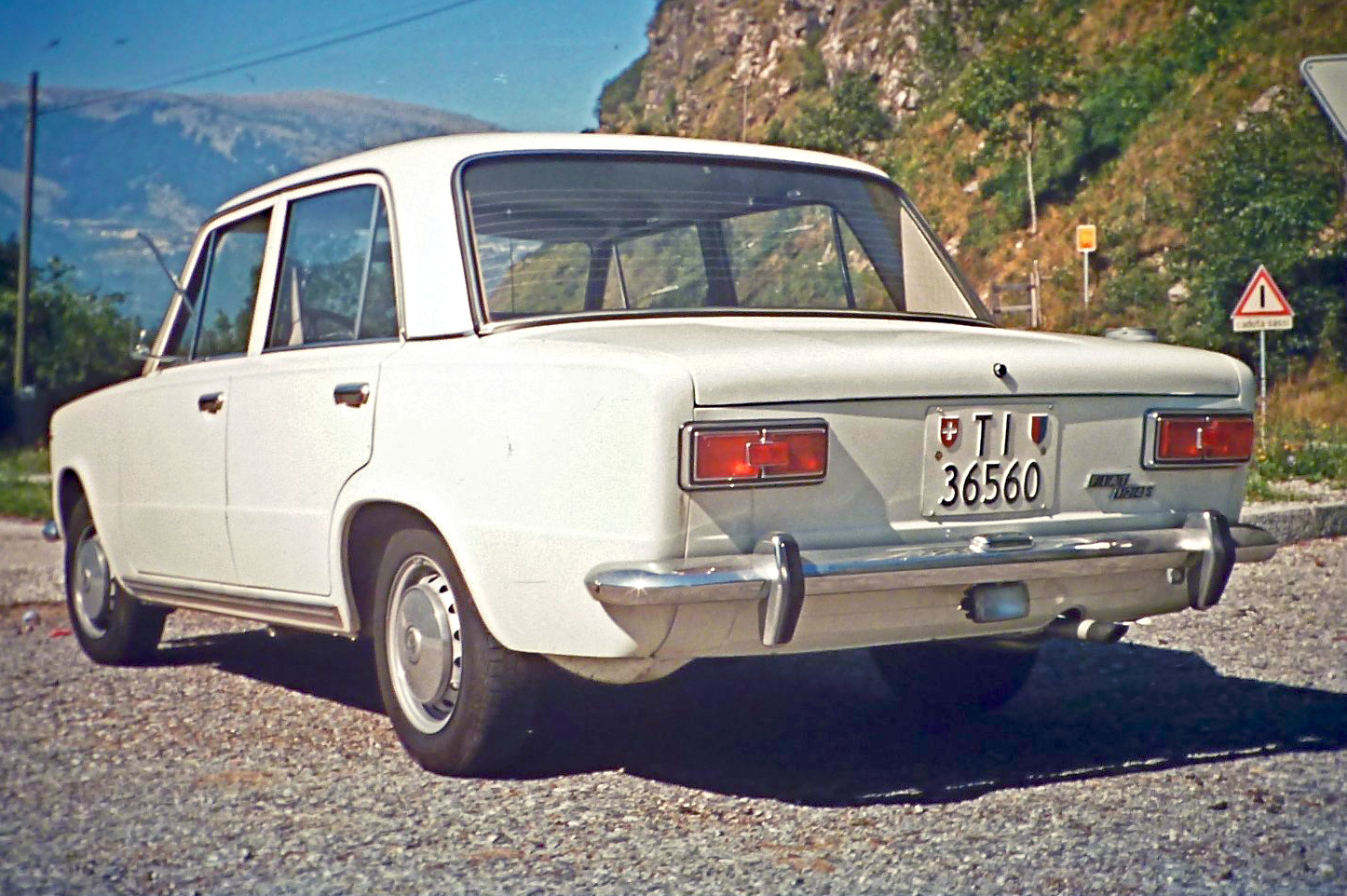